# 伊什塔尔城门

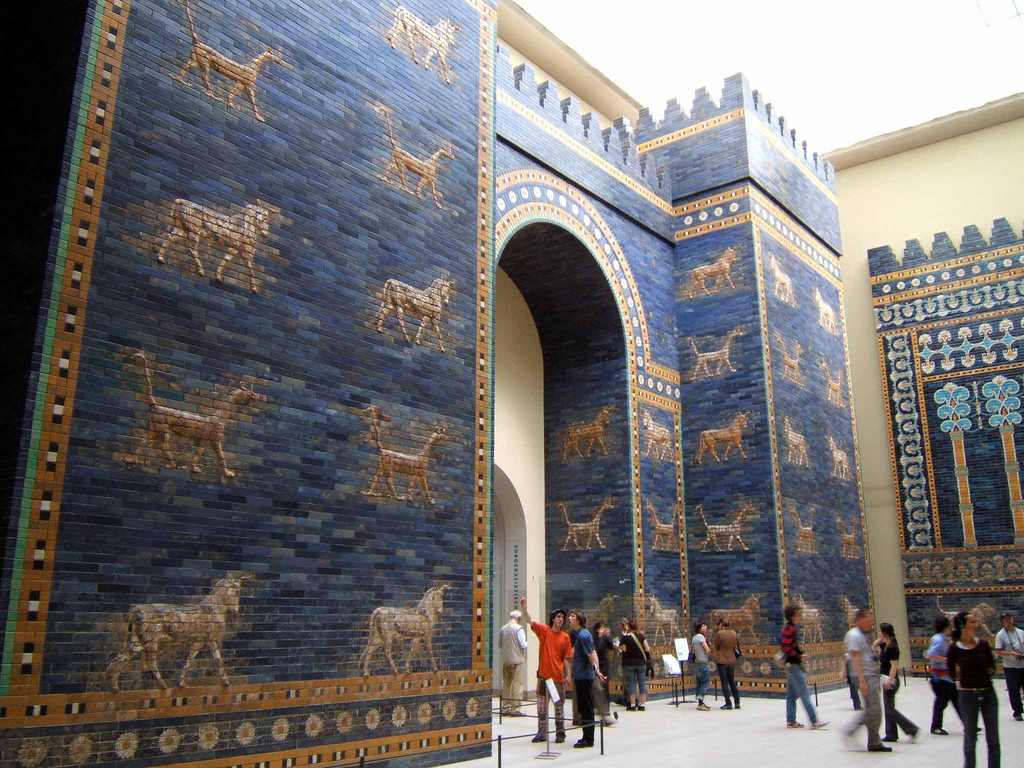
柏林帕加马博物馆的伊絲塔城门重建品

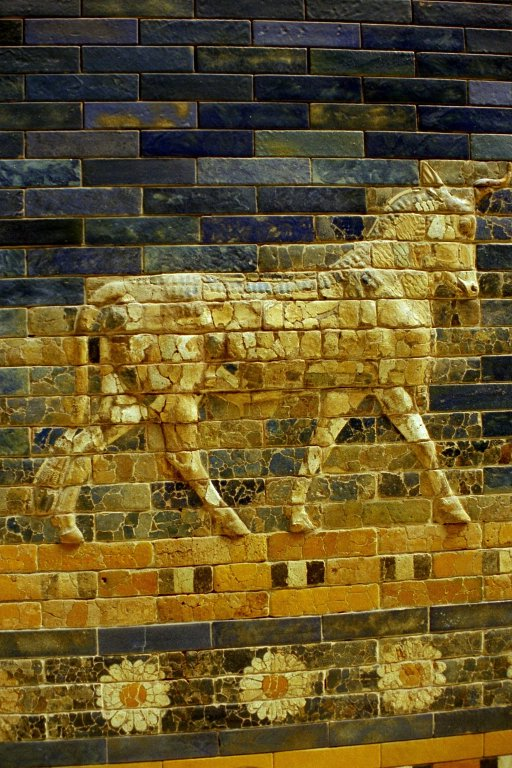
原牛和花

伊絲塔城门（亚述语: ܕܵܪܘܲܐܙܲܐ ܕܥܵܐܫܬܲܪ  : Darwaza D'Ishtar, 阿拉伯语:بوابة عشتار）是巴比伦内城的8个城门之一，大约公元前575年，尼布甲尼撒二世下令在城市北侧修建。
这座城门供奉巴比伦女神伊絲塔，蓝色琉璃瓦，上面交替排列着“怒蛇”（龙）和原牛浮雕。
此城门为巴比伦城墙的一部分，曾被视为古代世界七大奇迹之一，直到公元6世纪为亚历山大灯塔所取代。
1930年代，在德国柏林博物馆岛的佩加蒙博物馆，修建了伊什塔尔城门及游行大街的重建品。它高14米，宽30米。此门其实是一个双门，今天在佩加蒙博物馆展示的只是较小的前门，后门囿于博物馆面积的限制仍保留在仓库中没有修复。
在世界各地的许多博物馆，都有伊什塔尔城门的一部分及游行大街的狮子。但只有四个博物馆收藏了龙。其中伊斯坦布尔考古博物馆有狮子、龙和公牛；丹麦哥本哈根新嘉士伯美術館有一条龙、一头狮子、一头原牛；底特律艺术学院有一条龙；瑞典哥德堡Röhsska博物馆有一条龙和一只狮子。巴黎卢浮宫、慕尼黑国立埃及艺术博物馆、多伦多皇家安大略博物館、费城宾夕法尼亚大学考古学和人类学博物馆、纽约大都會藝術博物館、芝加哥东方学院、罗得岛设计学院博物馆、波士顿美术馆以及康涅狄格州纽黑文耶鲁大学美术馆，都拥有狮子。
萨达姆·侯赛因在伊拉克也修建了伊絲塔城门一个较小的复制品，作为一个尚未完成的博物馆的入口，但是在伊拉克战争中受到了损坏。

## 圖片

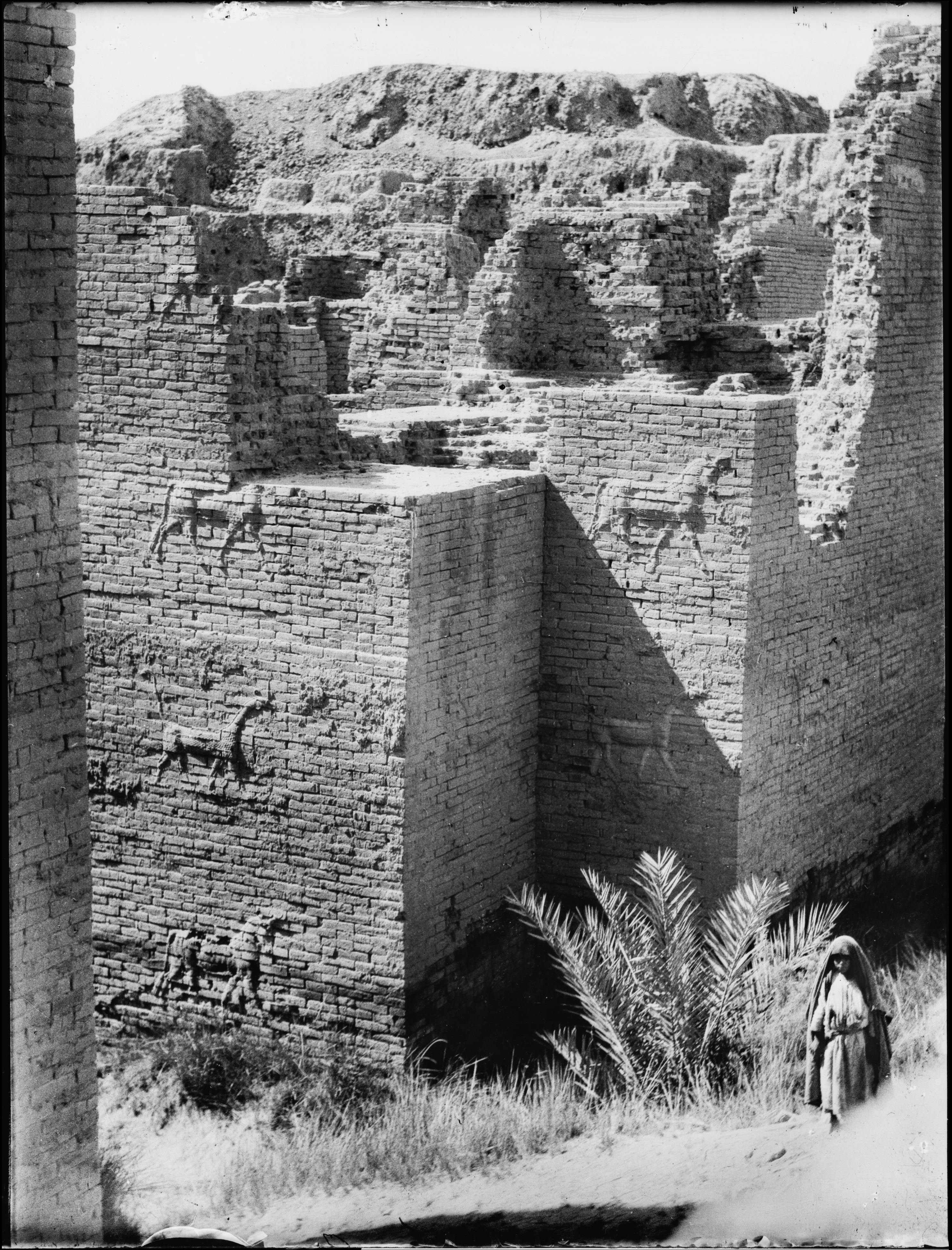
1930年代的巴比伦考古遗址
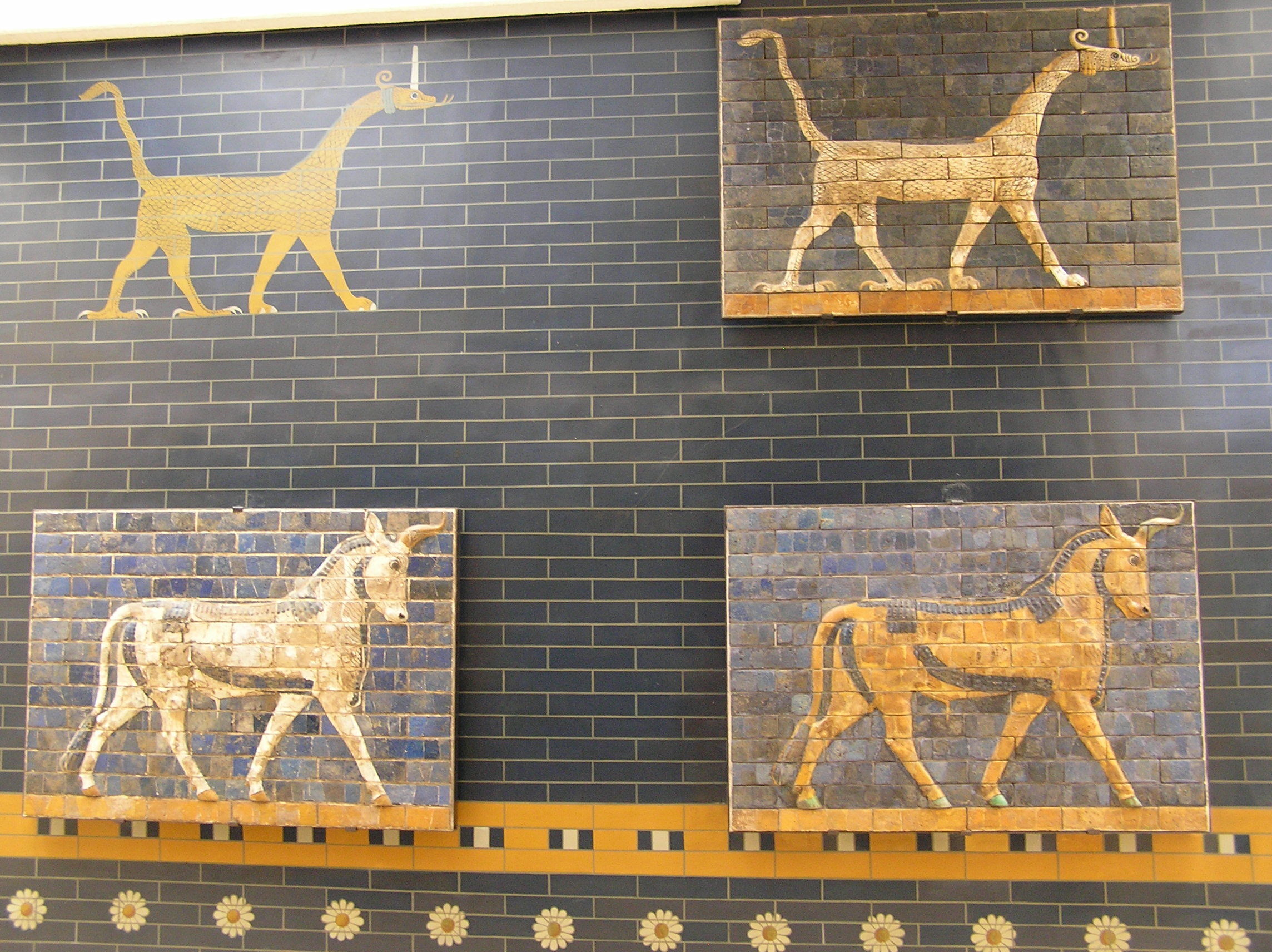
原牛和龙，伊斯坦布尔考古博物馆
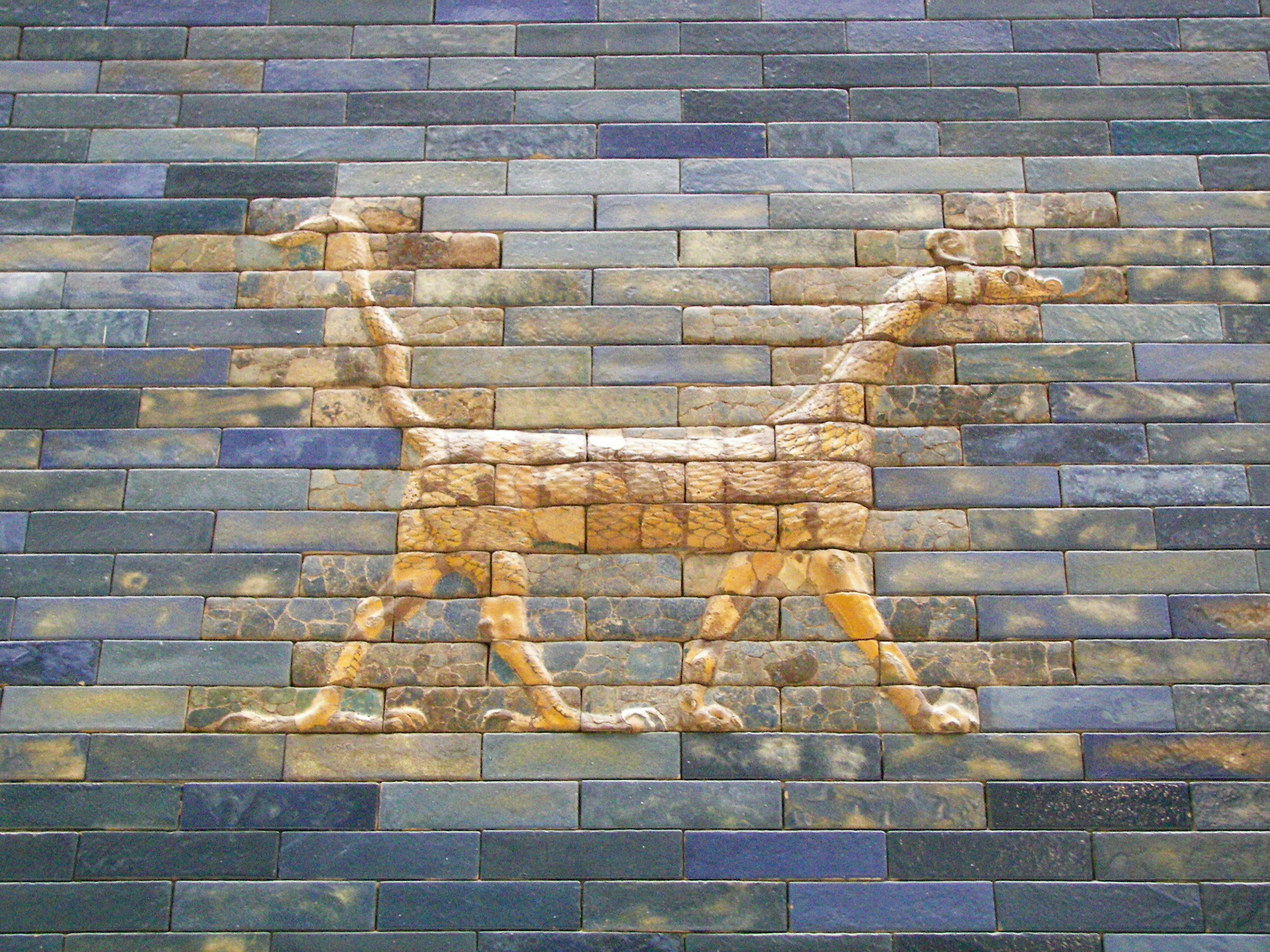
龙
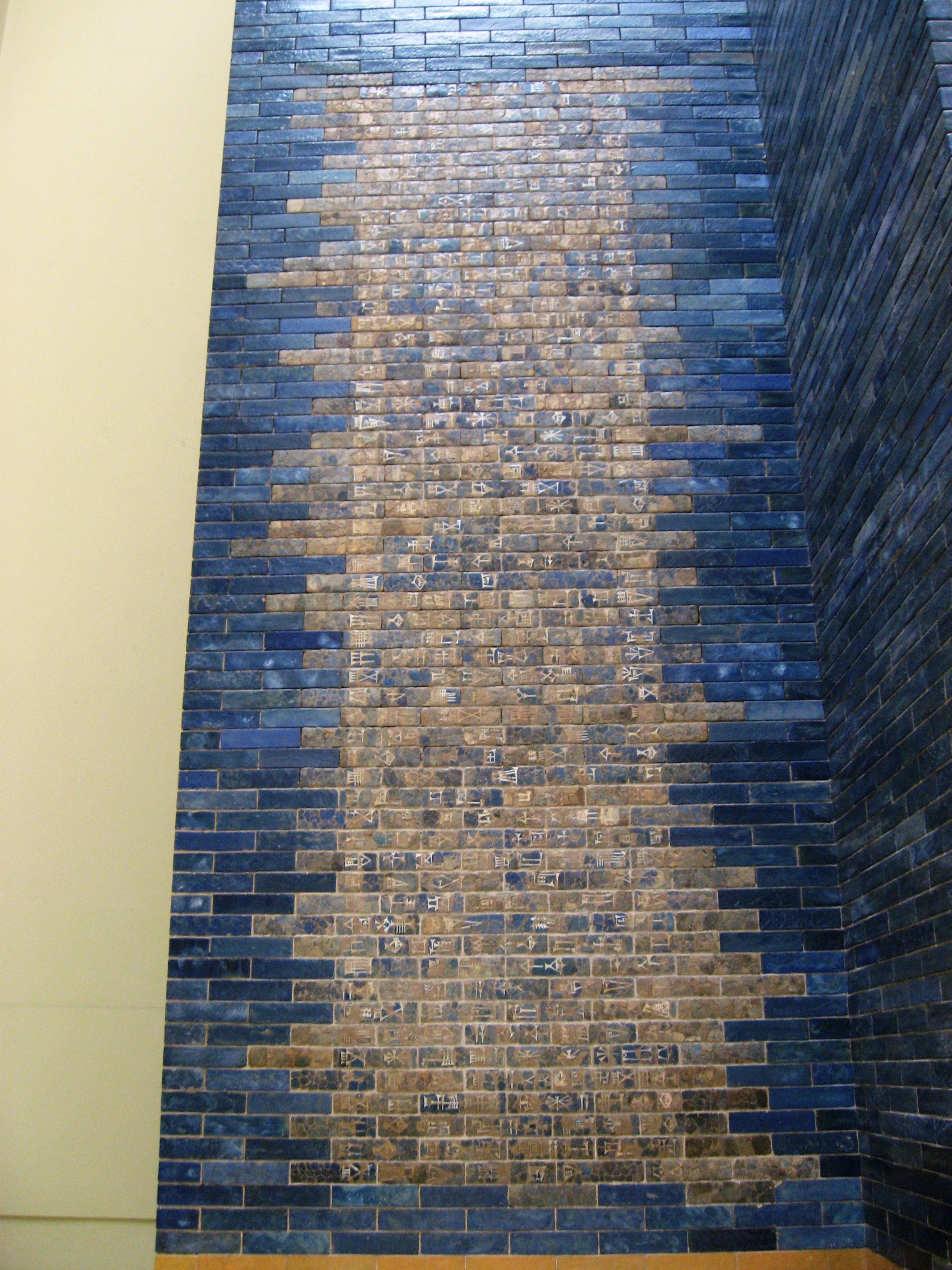
尼布甲尼撒二世的题词
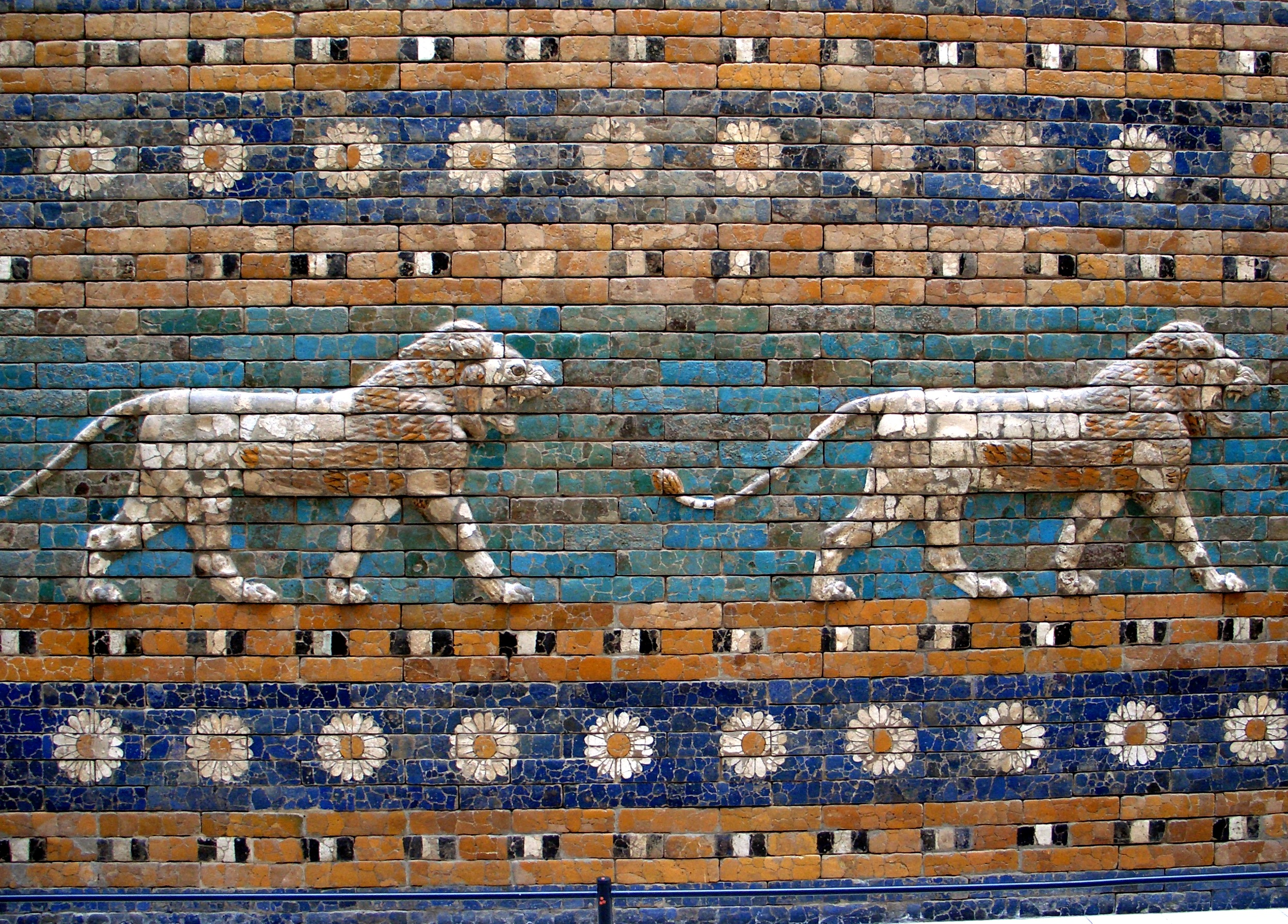
狮子与花
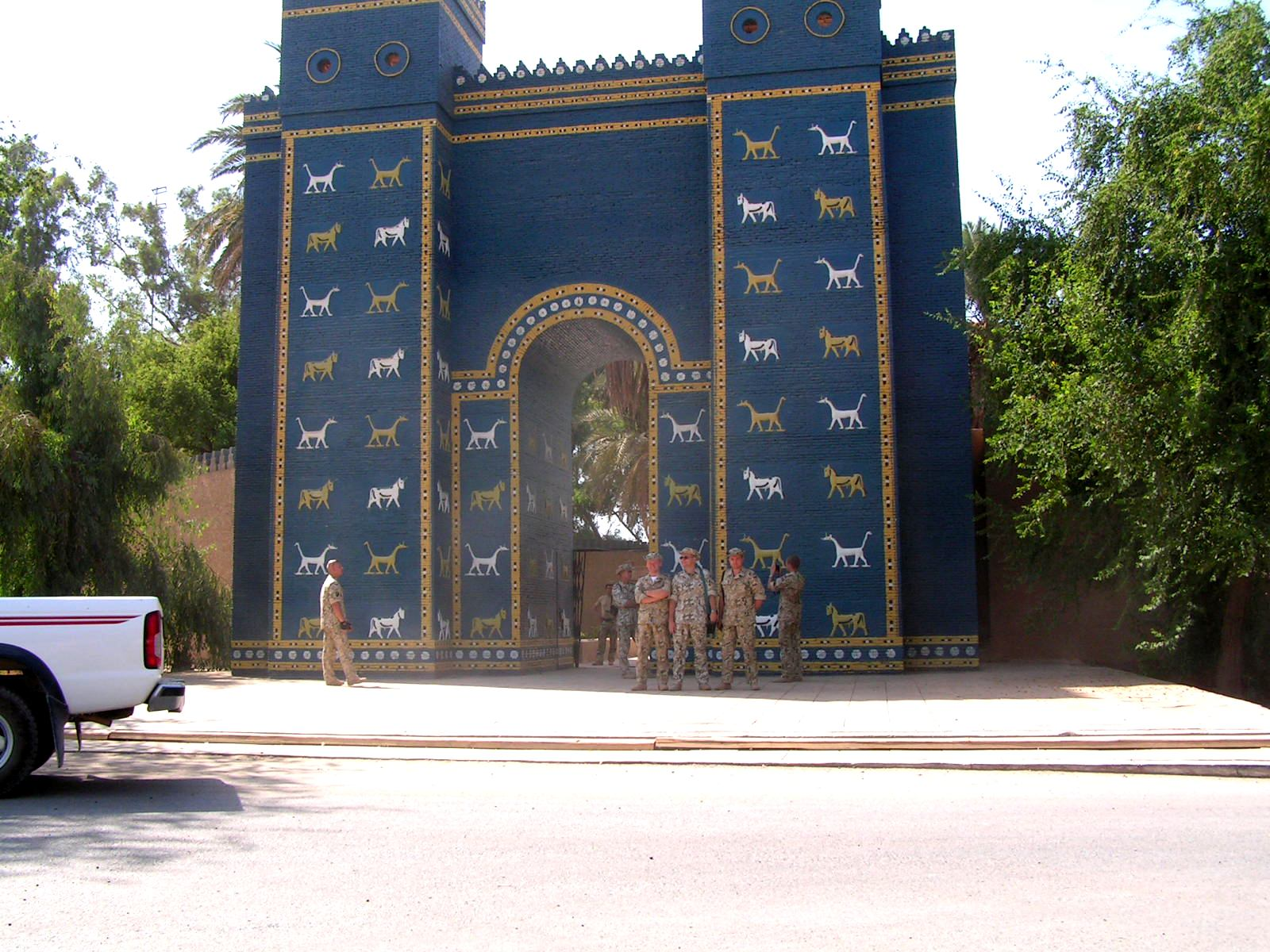
巴比伦伊絲塔城门复制品，2004

## 外部連結
- Pictures of lion & dragon at the Röhsska museum, Gothenburg
- 60 pictures of the animal panels in Istanbul Museum
- Neo-Babylonian Art: Ishtar Gate and Processional Way （页面存档备份，存于）, Smarthistory

32°32′36″N 44°25′20″E / 32.54333°N 44.42222°E